# 이집트 제25왕조
이집트 제25왕조는 제3중간기의 마지막 왕조이다. 쿠시 왕국에서 유래한 누비아인들이 다스렸다.

## 역대 파라오
- 피이 : 제25왕조의 초대 파라오.
- 샤바카 : 제25왕조의 이집트 재통일을 완수했다.
- 셰비쿠
- 타하르카 : 그의 치세에 이집트는 신왕국과 비견될만한 부흥기를 맞았으나 신아시리아 제국을 상대로 당해내지 못해 하이집트를 상실했다.
- 타누타멘 : 제25왕조의 마지막 파라오. 이집트 수복을 시도했으나 아시리아 제국에게 패배하여 누비아로 물러났다.

## 같이 보기
- 아이티오피아